# Raizers
Raizers est une fintech franco-suisse de financement participatif, spécialisée en promotion immobilière. Fondée en 2014 par Maxime Pallain et Grégoire Linder, elle est présente en France, Suisse, Belgique et Luxembourg.

## Historique

### 2014 - 2017: Financement de startup
Raizers est créée en 2014 par les français Maxime Pallain et Grégoire Linder. 
La plateforme permet au départ aux particuliers et professionnels d'entrer dans le capital de startup et PME via le financement participatif.
Raizers est immatriculée auprès de l'Autorité des marchés financiers en tant que Conseiller en Investissement Participatif (CIP) en novembre 2014 et démarre son activité en France début 2015. L'année suivante, l'entreprise obtient l'autorisation de la FINMA en Suisse, et en 2017 l'agrément de l'Autorité des services et marchés financiers belge en tant que Plateforme de Financement Alternatif (PFA),.
En novembre 2015, Raizers accompagne Czapek, une marque d'horlogerie suisse, dans une levée de CHF 830 000.
En mars 2016, Raizers étend son activité à l'immobilier. La plateforme propose à ses investisseurs de prêter 300 000 € au promoteur MJ Développement, qui vise à réaliser l'opération Citizen K, un projet de construction de 40 logements, à Castelnau-le-Lez, dans la périphérie de Montpellier. L'opération est une réussite avec un remboursement anticipé au bout de 12 mois à un taux d’intérêt de 10% par an.
En novembre 2016, Grégoire Linder et Maxime Pallain reçoivent l'Eureka Award qui récompense les meilleures inventions et innovations en Belgique.
Depuis 2017, la fintech est partenaire de la banque suisse Piguet Galland, et de Tous Nos Projets, la plateforme de financement participatif de Bpifrance.
En juillet 2017, la marque horlogère française Réservoir, lève 1.35 million d'euros, afin d'accélérer son développement.

### Depuis 2018: Financement de projets de promotion immobilière
Depuis 2018, Raizers repositionne son activité exclusivement sur la promotion immobilière en financement participatif. La fintech propose aux investisseurs de prêter sur des durées d’un à deux ans, avec un minimum de 1000 € par opération, et un rendement annuel de 7 à 12%. Les projets proposés sont sélectionnés par une équipe d'analystes et de juristes afin de limiter les risques de défaillances.
En avril 2019, Raizers obtient l'autorisation de l'AMF permettant d'appliquer le financement participatif à l'immobilier locatif.
En mai 2019, la fintech est récompensée par la coupole de l'audace décernée par l'Agefi dans la catégorie parcours et expérience client.
En mai 2020, Raizers et Capitalium, une société de gestion de patrimoine suisse, s'associent et lancent un fonds d’investissement destiné à co-investir, aux côtés des financeurs, dans les opérations immobilières sélectionnées par Raizers.
En février 2021, la fintech lance la plateforme Raizers Transactions qui commercialise des biens immobiliers,.
Début 2021, Raizers compte depuis son lancement, près de 100 millions d'euros investis sur plus de 130 opérations.